# Charles Bordes
Charles Bordes (Vouvray-sur-Loire, Indre i Loira, 1863 - Toló, 9 de novembre de 1909) fou un compositor i mestre de capella francès.
Deixeble de César Franck, el qual el considerà un dels seus alumnes predilectes; en acabar els estudis passà com a mestre a la capella de Noget-sur-Marne, època en la qual el ministeri de Belles Arts el comissionà per fer una recopilació dels cants populars bascos, i després amb el mateix càrrec a l'església de Saint-Gervais de París, en la que el 1890 fundà la Compagnie de Chanteurs de Saint-Gervais, a la que se'l hi deu el renaixement de la música gregoriana i d'altres obres dels mestres dels segles XV, XVI, i XVII, entre elles el Stabat Mater, de Giovanni Pierluigi da Palestrina, desconegut fins aleshores a França. Aquella feliç temptativa es veié coronada per l'èxit, i l'església de Saint-Gervais restava atestada de gent que acudia a escoltar una música que resultava una vertadera evocació d'un passat desconegut.
Desgraciadament dificultats sorgides entre el capítol de l'església i la capella de música, obligaren a Bordes a retirar-se. Malgrat tot, l'associació no es va desfer, sinó que, al contrari, es traslladà al carrer Saint-Jacques, on, amb la col·laboració de Vincent d'Indy i Serres, fundà la cèlebre Schola Cantorum, que donà una sèrie de concerts històrics, molt interessants, en els que s'executaren entre altres obres mestres, el famós L'Orfeo de Claudio Monteverdi. La Schola Cantorum recorregué alguns països d'Europa, sent rebuda per a tot arreu amb gran entusiasme pels vertaders afeccionats.
El 1895 començà a publicar La tribune de Saint-Gervais, orgue de l'associació que dirigia. Atacat d'embòlia hagué de separar-se de la direcció de l'anomenat conservatoire de la rive gauche, que en passar a altres mans agafà un rumb diferent de l'anterior. El 1906, dirigí un concert en el Teatre Novetats de Barcelona, acompanyat per l'Orfeó Català però atacat ja de la cruel malaltia que el portà al sepulcre, no va poder donar a les obres el relleu que les hi hagués donat en altre temps. A la recerca de guariment de llurs mals, s'establí pels voltants de Montpeller, en el Mas Saint-Genes, proper a Palavas, fundant la Schola de Montpeller i establint sucursals a Lió, Marsella i altres ciutats, les quals crearen un moviment musical, desconegut fins aleshores en el Migdia francès. L'apassionament per la música dels seus mestres favorits li prengué el temps que necessitava per escriure la música pròpia, i malgrat les seves innates condicions per la composició, no deixà només que les Tradicions del país basc, L'Anthologie des maitres d'autrefois i Concerts spirituels.